# گمینا بژژنه (استان لهستان بزرگ‌تر)
گمینا بژژنه (استان لهستان بزرگ‌تر) (به لهستانی:  Gmina Brzeziny) یک گمینا در لهستان است که در شهرستان کالیش واقع شده‌است. گمینا بژژنه ۱۲۷٫۰۵ کیلومتر مربع مساحت و ۵٬۸۶۶ نفر جمعیت دارد.